# ちゃたろー
ちゃたろー（男性、1968年1月13日 - ）は、日本の漫画家。東京都出身。主に成年向け漫画雑誌で活動。代表作は「奈美SOS!」シリーズ。

## 来歴
1985年、講談社『月刊少年マガジン』に掲載された「突撃!茶太郎くん」が商業誌デビュー作。1987年、初の成年向け作品「バージン・ブレイカー」が司書房『ココナッツパイ No.7』に掲載。このときから前述のデビュー作から流用したちゃたろーのペンネームを使用している。以降、1988年から2006年までは辰巳出版『ペンギンクラブ』、その後は茜新社『COMIC SIGMA』『ペンギンクラブ山賊版』で長期に渡って連載を持ち続けていた。
近年（2022年時点）は、茶多りん名義で『COMIC夢幻転生』にて不定期連載中。
2003年に長期シリーズとなっている「奈美SOS!」がムーンロックよりアニメ化され、VHSとDVDで発売。2006年には北米地域でもDVDがリリースされた。

## 作風
- レイプ物の作品が多く、女性1人に対して男性複数という構図が多い。逆に、奈美SOS!シリーズのように女性キャラが多数登場する作品であっても男性1人に女性複数という構図は見られない（ただし、茶多りん名義での作品ではこのような構図も見られる）。
- 基本的に女性キャラは全員が巨乳のぽっちゃり体型で、体格的な違いは無い（淫魔ハンターには子供のメンバーもいるが、変身すると前述のような体型・体格になる）。
- 大部分の男性キャラは性欲が非常に強く、欲望のおもむくまま行動する者も多い（誘拐などの犯罪行為も躊躇なく行う）。
- 男性よりも女性の方が年上という作品も多いが、熟女とのSEXを描いた作品はほとんど見られない（年齢的には熟女でも、見た目は若いケースならある）。

## 作品リスト

### 単行本
成年向け作品
|    | 書名                                | 出版社       | レーベル                 | 発行年     | ISBN                   | 注記                            |
| -- | ----------------------------------- | ------------ | ------------------------ | ---------- | ---------------------- | ------------------------------- |
| 1  | コマスドー                          | 辰巳出版     | タツミコミックス         | 1988年11月 | 不明                   | 同人誌で2巻が発行されている。   |
| 2  | まるまるアイドル!                   | 富士美出版   | 富士美コミックス         | 1991年5月  | ISBN 978-4-8942-1224-4 |                                 |
| 3  | わくわく☆ハイレグ娘                 | フランス書院 | フランス書院コミック文庫 | 1991年6月  | ISBN 978-4-8296-7200-6 |                                 |
| 4  | 女の子とミニスカート                | 富士美出版   | 富士美コミックス         | 1993年12月 | ISBN 978-4-8942-1046-2 |                                 |
| 5  | アイドルをどうぞ                    | 富士美出版   | 富士美コミックス         | 1994年10月 | ISBN 978-4-8942-1086-8 |                                 |
| 6  | 奈美SOS!                            | 富士美出版   | 富士美コミックス         | 1995年7月  | ISBN 978-4-8942-1118-6 |                                 |
| 7  | わたし、あげちゃう!                 | フランス書院 | フランス書院コミック文庫 | 1995年11月 | ISBN 978-4-8296-7324-9 |                                 |
| 8  | あんずちゃん好感触                  | 富士美出版   | 富士美コミックス         | 1996年11月 | ISBN 978-4-8942-1184-1 |                                 |
| 9  | 私とシテミテ!                       | 富士美出版   | 富士美コミックス         | 1997年3月  | ISBN 978-4-8942-1202-2 |                                 |
| 10 | ビキニの玲奈先生                    | 富士美出版   | 富士美コミックス         | 1998年5月  | ISBN 978-4-8942-1269-5 |                                 |
| 11 | 恋するレースクイーン                | 富士美出版   | 富士美コミックス         | 1999年5月  | ISBN 978-4-8942-1321-0 |                                 |
| 12 | 揉まれる理沙ちゃん                  | 富士美出版   | 富士美コミックス         | 2000年5月  | ISBN 978-4-8942-1374-6 |                                 |
| 13 | ナオちゃんと夏休み                  | 富士美出版   | 富士美コミックス         | 2001年6月  | ISBN 978-4-8942-1420-0 |                                 |
| 14 | 制服の下はぷるるん                  | 蒼竜社       | プラザCOMIX              | 2001年9月  | ISBN 978-4-8838-6096-8 |                                 |
| 15 | 奈美SOS! 5ガールズ                  | 富士美出版   | 富士美コミックス         | 2001年11月 | ISBN 978-4-8942-1446-0 |                                 |
| 16 | 奈美SOS! ファーストバトル           | 蒼竜社       | プラザCOMIX              | 2002年4月  | ISBN 978-4-8838-6123-1 |                                 |
| 17 | ぽよよんダイアリー                  | 蒼竜社       | プラザCOMIX              | 2002年5月  | ISBN 978-4-8838-6129-3 |                                 |
| 18 | 奈美SOS! 景子&千里編                | 富士美出版   | 富士美コミックス         | 2003年8月  | ISBN 978-4-8942-1532-0 |                                 |
| 19 | あんずちゃん・Forever               | 蒼竜社       | プラザCOMIX              | 2004年3月  | ISBN 978-4-8838-6225-2 |                                 |
| 20 | でんじゃらすビーチ                  | 蒼竜社       | プラザCOMIX              | 2005年4月  | ISBN 978-4-8838-6257-3 |                                 |
| 21 | マリコさんとシテミテ! -お試しの回   | フロム出版   | ベルコミックス           | 2005年5月  | ISBN 978-4-8944-7169-6 | 発売は東京三世社。              |
| 22 | マリコさんとシテミテ! -連れ出しの回 | フロム出版   | ベルコミックス           | 2005年8月  | ISBN 978-4-8944-7172-6 | 発売は東京三世社。              |
| 23 | ぼくの玲奈先生 はじめまして編       | フロム出版   | ベルコミックス           | 2005年10月 | ISBN 978-4-8944-7175-7 | 発売は東京三世社。              |
| 24 | ぼくの玲奈先生 また会おうね編       | フロム出版   | ベルコミックス           | 2006年4月  | ISBN 978-4-8944-7181-8 | 発売は東京三世社。              |
| 25 | 奈美SOS! 直子ブラックバード         | 富士美出版   | 富士美コミックス         | 2006年5月  | ISBN 978-4-8942-1681-5 |                                 |
| 26 | お姉さんはレースクイーン            | 茜新社       | TENMA COMICS             | 2006年11月 | ISBN 978-4-8718-2880-2 |                                 |
| 27 | リトル・マイ・メイド 初回限定版     | 茜新社       | TENMA COMICS             | 2007年8月  | ISBN 978-4-8718-2937-3 | 「奈美SOS! 景子編」ドラマCD付。 |
| 28 | リトル・マイ・メイド                | 茜新社       | TENMA COMICS             | 2008年5月  | ISBN 978-4-8718-2986-1 |                                 |
| 29 | 奈美SOS! 淫魔ハンターズ             | 茜新社       | TENMA COMICS             | 2012年1月  | ISBN 978-4-86349-268-4 |                                 |
| 30 | 千里姉ちゃんとガチハメ              | 富士美出版   | 富士美コミックス         | 2017年8月  | ISBN 978-4-7995-0517-5 |                                 |

### 参加アンソロジー
成年向け作品
- 『園ジぇる THE ORIGIN』 茜新社 <TENMA COMICS> 2004年9月 ※ イラスト

### 同人誌
成年向け作品
- 『コマスドー2』 サークル不明 発行時期不明

### アニメーション作品
成年向け作品
- 奈美SOS! ファーストバトル（2003年10月25日、ムーンロック）原作
  - Sexy Sailor Soldiers（2006年6月27日、Critical Mass）※ 北米版

## 脚註
1. ↑  『コマスドー』 p168. 1988年8月20日付のあとがきに「ボクももうハタチになりました」との記述がある。
2. 1 2 3 4  “DMMアダルト [ちゃたろー特集] 電子書籍”. 2011年7月18日時点のオリジナルよりアーカイブ。2010年5月8日閲覧。
3. ↑  “++MOON ROCK++”. 2009年2月28日時点のオリジナルよりアーカイブ。2010年5月8日閲覧。
4. ↑  “Sexy Sailor Soldiers (DVD) - Anime News Network”. 2010年5月8日閲覧。
5. ↑  “まんだらけ福岡店 2F 古いからこそ新しい発見も　コマスドー1巻&2巻 - まんだらけトピックス”. 2010年5月8日閲覧。